# اتحاد كوبر
اتحاد كوبر لتقدم العلوم والفنون (اتحاد كوبر) جامعة خاصة في ميدان كوبر في مدينة نيويورك. أنشأ بيتر كوبر المؤسسة عام 1859 بعد أن علم بالكلية متعددة التقانات التي تدعمها الحكومة في فرنسا. بنيت الجامعة على نموذج جديد جذري للتعليم العالي الأمريكي استنادًا إلى اعتقاد كوبر بأن التعليم «المكافئ لأفضل مدارس التقانات التي تم إنشاؤها» يجب أن يكون متوفرًا للأفراد المؤهلين، بغض النظر عن عرقهم أو دينهم أو جنسهم أو ثروتهم أو مكانتهم الاجتماعية، ويجب أن يكون «متاحًا ومجانيًا للجميع». تعتبر كوبر من أكثر الجامعات شهرةً في الولايات المتحدة، إذ صُنفت كلياتها الأعضاء ضمن الأفضل في البلاد.
قدم اتحاد كوبر في الأصل دورات مجانية للطلاب المقبولين، وعندما أُنشئ برنامج جامعي مدته أربع سنوات في عام 1902، قدمت الجامعة لكل طالب مقبول منحة دراسية كاملة. بعد أزمتها المالية الخاصة، قررت التخلي عن هذه السياسة بدءًا من خريف عام 2014 إذ يتلقى كل طالب مقبول على الأقل منحة استحقاق تعادل نصف الرسوم الدراسية، مع دعم مالي إضافي من الجامعة. تخطط الجامعة لإعادة المنح الدراسية كاملةً لطلابها بالتدريج بحلول العام الدراسي 2028-2029.
تنقسم الجامعة إلى ثلاث كليات: كلية إروين إس. شانون للهندسة المعمارية، وكلية الفنون، وكلية ألبرت نيركن للهندسة. تقدم برامج البكالوريوس والماجستير حصريًا في مجالات الهندسة المعمارية والفنون الجميلة (المرحلة الجامعية فقط) والهندسة. تعد الجامعة عضو في مجلس الاعتماد الأكاديمي للهندسة والتكنولوجيا ورابطة كليات الفنون والتصميم المستقلة.
كان اتحاد كوبر واحدة أحد المؤسسات الأمريكية للتعليم العالي القليلة التي تقدم منحة دراسية كاملة -تقدر قيمتها بنحو 150,000 دولار أمريكي اعتبارًا من عام 2012 - لكل طالب مقبول. لطالما كان اتحاد كوبر من الجامعات انتقائية في الولايات المتحدة، بمعدل قبول أقل من 10%. تتمتع كل من كليتي الفنون والهندسة المعمارية بمعدلات قبول أقل من 5%. شهد اتحاد كوبر زيادة بنسبة 20% في طلبات الالتحاق للعام الدراسي 2008-2009، ما أدى إلى انخفاض معدلات القبول. شهدت الجامعة أيضًا زيادة بنسبة 70% في طلبات القبول المبكر للعام الدراسي 2009-2010. نتيجةً لنسبة القبول المنخفضة القياسية للفصل الدراسي في خريف عام 2010، لقبت مجلة نيوزويك اتحاد كوبر بأنه «أكثر جامعة صغيرة مرغوبة».

## تاريخ

### التأسيس والتاريخ المبكر
تأسس اتحاد كوبر في عام 1859 من قبل الصناعي الأمريكي بيتر كوبر، الذي كان مخترعًا بارزًا ورائد أعمال ناجحًا وأحد أغنى رجال الأعمال في الولايات المتحدة. كان كوبر ابن عامل لم حصل سوى على عام واحد من التعليم الرسمي، ومع ذلك، أصبح صانعًا ومخترعًا. صمم كوبر وبنى أول محرك للسكك الحديدية البخارية في أمريكا، وحصد ثروته من خلال مصنع غراء ومسبك حديد. بعد جمع ثروته، حول مهاراته التجارية إلى مشاريع ناجحة في مجالات العقارات والتأمين والسكك الحديدية. كان مستثمرًا رئيسيًا وأول رئيس لشركة نيويورك ونيوفاوندلاند ولندن تلغراف، التي وضعت أول كابل تلغراف عابر للأطلسي، وترشح ذات مرة لمنصب الرئيس في ظل حزب غرينباك، ليصبح أكبر شخص يُرشح لهذا المنصب.
كان حلم كوبر هو منح الشباب الموهوبين الامتياز الوحيد الذي يفتقر إليه: تعليم جيد من مؤسسة «متاحة ومجانية للجميع». شعر أن هذا الأمر سيساعد في تطوير المواهب التي لا يمكن اكتشافها بطرق أخرى.
لتحقيق هذه الأهداف، خصص كوبر الجزء الأكبر من ثروته، التي كان أغلبها بشكل ممتلكات عقارية، لإنشاء وتمويل اتحاد كوبر، وهي جامعة خالية من الرسوم الدراسية مع دورات متاحة مجانًا لأي متقدم. وفقًا لصحيفة نيويورك تايمز في عام 1863، «كان من النادر أن يتمكن أصحاب الموارد المحدودة، بغض النظر عن رغبتهم في دراسة بعض الفروع التعليمية العليا، من دراسة اختصاصات غير موجودة في الدورات العادية التي تدرس في جامعاتنا العامة. منذ افتتاح هذه المؤسسة التعليمية، أصبح بإمكان جميع الراغبين، وخاصةً أولئك الذين يعملون لكسب رزقهم وتمويل دراستهم، الاستفادة مجانًا من جميع المزايا التي توفرها... لا يجب أن يدفع الطلاب أي شيء إلا إذا كانو قادرين بأريحية، أو يفضلون القيام بذلك». كان التمييز على أساس العرق أو الدين أو الجنس محظورًا بشكل واضح. يمكن للأشخاص ذوي الأموال المحدودة الدراسة وكسب المعرفة من فروع التعليم العالي، فقد رحبت الجامعة بالجميع ومجانًا أمام فرصها.

### التطور بعد التأسيس
بدأ اتحاد كوبر، الذي كان يُفترض أن يُسمى في الأصل «الاتحاد»، بتعليم الكبار في الفصول الليلية حول مواضيع العلوم التطبيقية والرسم المعماري، بالإضافة إلى الفصول النهارية المخصصة أساسًا للنساء حول مواضيع التصوير الفوتوغرافي والتلغراف والكتابة على الآلة الكاتبة والكتابة المختزلة في مدرسة كلية التصميم للبنات. احتوت الجامعة أيضًا على غرفة قراءة مجانية مفتوحة ليلًا ونهارًا، وهي الأولى في مدينة نيويورك (سبقت نظام مكتبة نيويورك العامة، والتي لم تصبح مجانية حتى عام 1895)، وكلية الهندسة ليلية لمدة أربع سنوات للرجال وقلة من النساء. في عام 1883، أُضيف منهج دراسي مدته خمس سنوات في الكيمياء بديلًا لبرنامج العلوم التطبيقية (الهندسة). أُضيفت كلية هندسة نهارية في عام 1902، بفضل الأموال التي ساهم بها أندرو كارنيغي. شمل أعضاء مجلس الإدارة الأوليون دانيال إف. تيمان وجون إي. بارسونز وهوراس غريلي وويليام كولين برايانت، بالإضافة إلى الذين استفادوا من دورات المعهد في أيامه الأولى، وكان من بينهم أغسطس سان جودان وتوماس ألفا إديسون وويليام فرنسيس ديغان.

## روابط خارجية
- الموقع الرسمي